# Бельво, Реми
Реми́ Николя́ Люсье́н Бельво́ (фр. Rémy Nicolas Lucien Belvaux; 10 ноября 1966 (по другой версии — в 1967 году), Намюр, Бельгия — 4 сентября 2006 (по другим данным — 5 сентября 2006 года), Орри-ла-Виль, Франция) — бельгийский режиссёр художественного кино и коммерческой рекламы, актёр, сценарист. Лауреат Каннского кинофестиваля. Получил широкую известность в 1992 году как соавтор полнометражного художественного фильма «Это случилось рядом с вами» и в 2000-е годы как создатель рекламных фильмов. Реми Бельво покончил жизнь самоубийством в сентябре 2006 года.
Младший брат кинорежиссёра Люки Бельво и театрального режиссёра Брюно Бельво.

## Биография
Реми Бельво родился в городе Намюре у впадения реки Самбры в Маас. Родной край режиссёра оказал на формирование его личности значительное влияние. Привязанность к нему сохранилась у Реми Бельво на всю жизнь. С ранних лет он увлекался рисованием. Спустя годы Бельво вспоминал о своём детстве:

«Этот регион — мои корни. Когда мы [с братьями] были маленькими, то ходили играть в лес. Мы знаем этот регион наизусть. Что мне нравится, так это холодное время, друзья, местный диалект, чувствительность… Я люблю его [регион] искренне. Для меня идеалом было бы совмещение профессии, удовольствия, радости и нежности»— Катрин Детин. Трое братьев Бельво.
Отец будущего режиссёра работал администратором интерната в средней школе Атене Ройал (фр. Athénée Royal) в Филиппвиле и был профсоюзным активистом. С 1979 года Реми Бельво жил в Париже. Позже он говорил журналисту: «…я люблю Париж, так как мне нравятся люди вокруг меня. Но здесь напряжённая атмосфера… Мне нужно снимать фильмы дома с людьми, которых я знаю. Здесь система производства слишком тяжёлая».

### Учёба и первые опыты в кино
С 1982 по 1984 год Реми Бельво учился в мультипликационной студии Академии изящных искусств в Шатле, недалеко от Шарлеруа. Она также известна как «Студия Леонардо» (фр. L’atelier Léonardo). Одновременно юноша получал образование в Техническом институте имени Фелисьена Ропса в Намюре, где обучался декоративно-прикладному искусству. Здесь он познакомился с Бенуа Пульвордом. Отзывы Бельво об обучении там противоречивы: «…я ощущал атмосферу Намюра как некий снобизм и богатство, но именно там я встретил своих друзей».
Реми Бельво собирался последовать по стопам своего старшего брата Люка Бельво, к тому времени исполнившего несколько ролей в кино, но признавался, что не чувствует себя в душе актёром. Сильными его сторонами были работа над сценарием и рисунок. В это время он был увлечён творчеством бельгийского автора комиксов и художника Ива Свольфса. Особое восхищение юноши вызывал его комикс «Дюранго».
В 1986 году Реми Бельво поступил в Национальную высшую школу визуальных искусств в Камбре в Брюсселе по специальности анимация, где проучился один год, а затем — в INSAS в Брюсселе, высшей театральной и кинематографической школе, созданной Французской общиной Бельгии. Там он познакомился с Андре Бонзелем и возобновил знакомство с Бенуа Пульвордом (в то время студентом Школы графических исследований).
В 1986 году Реми Бельво снял короткометражный фильм «475° по Фаренгейту» продолжительностью всего 1,39 минуты. В следующем году он снял другую короткометражку — «Любовник матери». В съёмках он занял своих родственников, а также Бенуа Пульворда, который сыграл героя-любовника. В этом же 1987 году Реми Бельво снял и спродюсировал вместе со своими друзьями Андре Бонзелем и Бенуа Пульвордом тринадцатиминутный короткометражный фильм-пародию «Пособие по безработице — не для Даниэля-Даниэля». Второй короткометражный фильм «Убивать — это жить» он создал в это же время под руководством своего профессора Пьера Жоассена.

### Фильм «Это случилось рядом с вами»
В 1992 году Бельво, Бонзель и Пульворд сняли фильм «Это случилось рядом с вами» (фр. «C’est arrivé près de chez vous»; в американском прокате фильм получил другое название — «Человек кусает собаку» англ. «Man Bites Dog») — сатирический чёрно-белый псевдодокументальный фильм. Бенуа Пульворд, чтобы уложиться в рамки бюджета, пригласил участвовать в фильме в качестве актёров свою мать и бабушку с дедушкой по материнской линии, даже не объяснив им сценария, так как опасался напугать сюжетом картины. Съёмки проходили в Брюсселе, Намюре, Лувене-ла-Нёве и на берегу Северного моря. Сочетание динамичного монтажа и реализма, основанного на съёмке ручной камерой и прямой записи звука, было нацелено на придание фильму квазимаргинальной, скандальной репутации. Некоторые критики утверждали, что анонимность создателей фильма и отсутствие у них более крупных проектов впоследствии закрепили культовый статус фильма.
По сюжету картины группа кинематографистов снимает документальный фильм о серийном убийце в сотрудничестве с ним самим. Его жертвами становятся старики, бедняки, рабочие и иммигранты. Маньяк убивает людей перед камерой, комментирует свои действия, декламирует стихи, философствует (об архитектуре, религии, возрасте, искусстве, расовых и гендерных проблемах). Главный герой, за исключением смертоносного хобби, производит впечатление нормального человека и даже не лишён обаяния, в некоторых эпизодах представляется смешным, а иногда — современным Робин Гудом, щедрым к своей семье, родителям и съёмочной группе. Он воспитан, умён, общителен, прекрасно ладит с окружающими. В процессе съёмок киногруппа из наблюдателей превращается в сообщников убийцы. В конце фильма один за другим документалисты и сам герой попадают под пули более удачливого убийцы. Гибель последнего кинематографиста обозначает лежащая на земле камера…. Фильм «Это случилось рядом с вами» был представлен в Каннах в 1992 году в рамках Недели критиков — показа, организованного Французским синдикатом кинокритиков. Среди зрителей, жаждущих увидеть на фестивале провокационный фильм, вспыхнули потасовки. Фильм стал лауреатом Каннского фестиваля в двух номинациях, получил приз на Кинофестивале в Торонто и премию от Французского синдиката кинокритиков. Он имел большой кассовый успех во Франции, где по сборам обошёл «Возвращение Бэтмена».
Искусствовед Эрнест Матийс указывал на специфику восприятия картины молодых режиссёров в культурной и кинематографической традиции Бельгии — бельгийцы не высказываются однозначно «против» или «за» фильмов ужаса: фильмы ужасов часто воспринимаются зрителями равнодушно, но они способны произвести фурор на Брюссельском международном фестивале фантастических фильмов. Французский художественный критик отмечала близость фильма Бельво к комиксам и материалам скандально знаменитого журнала «Hara Kiri», сравнивала его с телесериалом Дэвида Линча «Твин Пикс». Кандидат искусствоведения Ольга Артемьева назвала его «первой попыткой адаптировать традиции хоррора к псевдодокументальной стилистике» и охарактеризовала как попытку «продемонстрировать зыбкость грани между реальностью и искусством, её имитирующим». Она отказывалась считать картину хоррором, утверждая, что авторы этой работы задействовали только некоторые элементы, свойственные фильму ужасов. Авторы энциклопедии «Сто культовых фильмов» Эрнест Матийс и Ксавье Мендик относили «Это случилось рядом с вами» к направлению «новое насилие» (фр. «la nouvelle violence», к нему они также относили такие фильмы, как «Настоящая любовь», «Убить Зои», «Криминальное чтиво», «Прирождённые убийцы», вышедшие в это же время), которое рассматривало кинематографическое насилие как элемент эстетики, отказывалось смотреть на него с позиции морали, подавало его с немалой долей иронии. Искусствовед Чарльз Дерри увидел в фильме сатиру на характерный для нашего времени вуайеризм и на эксплуатационное кино. По его мнению, фильм представляет зрителям «банальность зла» в терминологии немецко-американского философа еврейского происхождения Ханны Арендт.
Фильм «Это случилось рядом с вами» вызвал споры практически во всех странах, где он был показан. Директор Международного кинофестиваля в Токио был уволен за демонстрацию фильма, который вслед за этим был запрещён. Он был показан в значительно отредактированных версиях в США и Австралии. Во Франции организации, отвечающие за рекламные стандарты, потребовали, чтобы постер, на котором был изображён забрызганный кровью манекен, был заменён на изображающий забрызганные кровью зубные протезы.
Российский кинокритик Станислав Зельвенский писал о фильме:

«Чёрно-белый по цветности и сугубо чёрный по чувству юмора, бельгийский фильм сделан с максимальной степенью достоверности — камера всю дорогу на плече, если темно — то и на экране ничего не видно, если звукооператор по сюжету отошёл — то и звука нет. Молодые режиссёра играют самих себя и откликаются на собственные имена — если бы счёт трупам не шёл на десятки, принять кино за документалку в стиле „синема-верите“ было бы проще простого. „Человек кусает собаку“ — это и сатира на медиа (отчасти наследующая „Аду каннибалов“), и насмешливое исследование мелкобуржуазного сознания, но, в то же время, неподдельно жуткий взгляд в бездну — в лучшие моменты картина напоминает „Генри: портрет серийного убийцы“ (1986), самый, наверное, страшный опыт из серии „это случилось рядом с вами“ (оригинальное, французское название „Человека“)»— Станислав Зельвенский. Mocumentary: история вопроса.

### После фильма «Это случилось рядом с вами»
Вместе с Бенуа Пульвордом и Андре Бонзелем Реми Бельво создал собственную кинокомпанию «Les Artistes Associés». Несмотря на успех своего первого фильма, она столкнулась с трудностями, связанными с новыми проектами.
4 февраля 1998 года Бельво привлёк себе внимание прессы, будучи одним из двух метателей торта в американского предпринимателя и общественный деятеля, одного из создателей и крупнейшего акционера компании Microsoft Билла Гейтса. Впервые кто-либо из метателей тортов, которые называли себя «террористами-кондитерами», был подвергнут наказанию по приговору суда. Бельво был оштрафован после того, как его осудили за «лёгкое насилие». Целью акции Бельво было заинтересовать Федерацию бельгийских компаний в использовании Интернета для нужд страны и повседневной жизни граждан.
В 1996 году Реми Бельво исполнил роль в короткометражном фильме «Как корова без колокольчика» (фр. «Comme une vache sans clarine») режиссёра Паскаля Олонье. В 1997—1998 годах снимался в телевизионном сериале «Записки господина Манатана» (48 серий по три минуты) в качестве актёра.
Начиная с 1990-х годов, Реми Бельво занялся производством рекламных фильмов для французского рекламного агентства Quad Productions. Среди его заказчиков: Loto, Ikea, Total, Manpower, Coca-Cola, Mutuelle d'assurance des artisans de France, BNP Paribas. Уже к 2004 году он стал одним из наиболее влиятельных режиссёров рекламы во Франции. За рекламные фильмы для Quad Productions Реми Бельво получил призы Международного фестиваля рекламы в Мерибеле (рекламные ролики были сняты для фирм Total и IKEA). Вновь приз на Международном фестивале рекламы в Мерибеле он получил в 2005 году за совокупность рекламных фильмов для SFR (фр. Société française du radiotéléphone). В том же году Бельво получил Серебряного льва на Международном фестивале рекламы «Каннские львы» за рекламный ролик Charal.

### Смерть
Реми Бельво покончил жизнь самоубийством 4 сентября 2006 года (по другим данным — 5 сентября 2006 года) в возрасте 39 лет в местечке Орри-ла-Виль в нескольких километрах от Парижа. По мнению прессы, причиной самоубийства стал не творческий кризис, а личная жизнь режиссёра. Он почти порвал отношения даже со своими самыми близкими друзьями, такими как Ноэль Годен и Бенуа Пульворд, встречался со своими братьями только время от времени, обычно в канун Рождества. Газета Le Soir предполагала, основываясь на словах друзей гражданской супруги режиссёра Одиль, что она сильно переживала смерть близкого друга, возможно, её отчаяние охватило и Бельво. В заявлении семьи прессе было сказано:

«Каждый, кто знал его, убеждён, что он мог любить других, пока не забудет о себе самом. Он потерялся (фр. s'est perdu) навсегда в этот понедельник, 4 сентября 2006 года, около 22:35 вечера в Орри-ла-Виль в Уазе. в нескольких километрах к северу от Парижа»— Неожиданная смерть режиссера Реми Бельво.

## Фильмография (режиссёр художественных фильмов) и награды
| Год  | Название фильма | Награды |
| ---- | --- | --- |
| 1986 | «475 градусов по Фаренгейту» («475° Fahrenheit», Бельгия, короткометражный, 1,5 минуты)                                          | |
| 1987 | «Любовник матери» («L’amant de maman», Бельгия, короткометражный)                                                                | |
| 1987 | «Пособие по безработице — не для Даниэля-Даниэля» («Pas de C4 pour Daniel Daniel», Бельгия, Франция, короткометражный, 13 минут) | |
| 1990 | «Поколение Раймонд» («Génération Raymond», Бельгия, короткометражный, 22 минуты)                                                 | |
| 1992 | «Это случилось рядом с вами» («C’est arrivé près de chez vous», Франция, Бельгия, 95 минут)                                      | Международный кинофестиваль в Каннах (1992) — победитель в номинациях Премия общества драматических авторов и композиторов (SACD) и Специальный приз молодёжного жюри Премия Европейской киноакадемии (1993) — номинация в категории «Молодой» европейский фильм года Академия научной фантастики, фэнтези и фильмов ужасов (1994) — номинация на премию Сатурн в категории Лучший жанровый видеорелиз. Премия синдиката кинокритиков за лучший французский фильм (1993) — победитель в номинации Best Foreign Film. Премия Жозефа Плато (1999) — победитель в номинации Лучший сценарий бельгийского фильма в 1984—1999 годах. Международный кинофестиваль в Сиджесе в Каталонии (1992) — победитель в номинациях Лучший фильм. Международный кинофестиваль в Торонто (1992) — победитель в категории Metro Media Award. Международный фестиваль фантастических фильмов в Юбари (1994) — Специальный приз жюри. |

## Память
Реми Бельво посвящён короткометражный фильм «Американская кухня» режиссёра Кристофа Перье (Франция, 2007, 4,4 минуты, сюжет — на кухне своей квартиры супружеская пара, принадлежащая к среднему классу, садится за завтрак, когда происходит трагедия; фильм был представлен на Международном фестивале короткометражного кино в Клермон-Ферране). В 2012 году американский режиссёр Деклан Харли снял короткометражный фильм «Человек кусает собаку: Сиквел» (США, 25 минут, сюжет — бельгийский серийный убийца терроризирует Нью-Йорк) по сценарию Реми Бельво.